# ریو کوبوتا (بازیکن فوتبال، زاده ۲۰۰۱)
ریو کوبوتا (ژاپنی: 窪田 稜؛ زادهٔ ۵ ژانویهٔ ۲۰۰۱) یک بازیکن فوتبال اهل ژاپن است.
از باشگاه‌هایی که در آن بازی کرده‌است می‌توان به باشگاه فوتبال زویگن کانازاوا اشاره کرد.